# Calathusa suzukii
Calathusa suzukii är en fjärilsart som beskrevs av Holloway 1979. Calathusa suzukii ingår i släktet Calathusa och familjen trågspinnare. Inga underarter finns listade i Catalogue of Life.